# Râul Lozova
Râul Lozova este un curs de apă, afluent al râului Gerului. 